# Salts als Jocs Olímpics d'estiu de 1920 - Trampolí de 3 metres masculí
El salt de trampolí de 3 metres masculí fou una de les cinc proves de salts que es disputà dins el programa dels Jocs Olímpics d'Anvers del 1920. La prova es va disputar el 26 i 27 d'agost de 1920. Hi van prendre part 14 saltadors de 9 països diferents.

## Medallistes
| Or                | Plata                   | Bronze              |
| Louis Kuehn (USA) | Clarence Pinkston (USA) | Louis Balbach (USA) |

## Resultats

### Primera ronda
Els tres saltadors que aconsegueixen una puntuació menor en cada grup passen a la final.
Grup 1
| Pos. | Saltador              | PO | PT     |
| ---- | --------------------- | -- | ------ |
| 1    | Louis Kuehn (USA)     | 7  | 628.15 |
| 2    | Louis Balbach (USA)   | 8  | 630.80 |
| 3    | Gunnar Ekstrand (SWE) | 15 | 560.85 |
| 4    | Oscar Dose (SWE)      | 20 | 543.70 |
| 5    | Richard Flint (CAN)   | 29 | 480.70 |
| 6    | Joseph Callens (BEL)  | 30 | 476.40 |
| 7    | Rémy Weil (FRA)       | 31 | 477.30 |

Grup 2
| Pos. | Saltador                   | PO | PT     |
| ---- | -------------------------- | -- | ------ |
| 1    | Gustaf Blomgren (SWE)      | 7  | 614.00 |
| 2    | Clarence Pinkston (USA)    | 8  | 622.70 |
| 3    | John Jansson (SWE)         | 16 | 549.70 |
| 4    | Adolfo Wellisch (BRA)      | 19 | 522.85 |
| 5    | Ernest Walmsley (GBR)      | 28 | 453.05 |
| 6    | Guglielmo De Sanctis (ITA) | 29 | 451.35 |
| 7    | Paul Knuchel (SUI)         | 33 | 431.35 |

### Final
| Pos. | Saltador                | PO | PT     |
| ---- | ----------------------- | -- | ------ |
| 1    | Louis Kuehn (USA)       | 10 | 675.40 |
| 2    | Clarence Pinkston (USA) | 11 | 655.30 |
| 3    | Louis Balbach (USA)     | 15 | 649.50 |
| 4    | Gustaf Blomgren (SWE)   | 19 | 587.05 |
| 5    | Gunnar Ekstrand (SWE)   | 27 | 559.25 |
| 6    | John Jansson (SWE)      | 34 | 544.75 |